# District de Kaifu (Tokushima)
Pour l'article sur le district de Kaifu de la préfecture de Changsha, voir district de Kaifu (Changsha).
Le district de Kaifu (海部郡, Kaifu-gun) est un district situé dans la préfecture de Tokushima, au Japon.

## Géographie

### Démographie
Selon une estimation du 1er décembre 2011, la population du district de Kaifu était de 22 421 habitants répartis sur une superficie de 525 km2 (densité de population de 43 hab./km2).

### Divisions administratives
Le district de Kaifu est constitué de trois bourgs :
- Mugi ;
- Kaiyō ;
- Minami.